# Puig de n'Amat
El Puig de n'Amat és una muntanya de 153 metres que es troba al municipi del Port de la Selva, a la comarca catalana de l'Alt Empordà.